# Ракетни крайцери тип „Галвистън“
Галвистън (на английски: Galveston) са серия от три кораба на ВМС на САЩ. Първоначално са строени като леки крайцери от типа „Кливланд“, през 1957 г. са прекласифицирани и в периода 1957 – 1960 г. са преустроени на леки ракетни крайцери (CLG).
В процеса на двугодишната реконструкция на всички три кораба е премахната задната част на надстройката, за да се освободи място за ЗРК „Талос“ с боекомплект от 46 ракети. Също са поставени три големи мачти, които носят радарите, системата за насочване на ракетите и комуникационното оборудване. „Литъл Рок“ и „Оклахома Сити“ едновременно са оборудвани като флагмански кораби, което означава реконструкция и разширяване на новосата част на надстройката, в резултат на което на тях допълнително са демонтирани една триоръдейна кула за 152-мм оръдия и две сдвоени 127-мм артустановки. „Галвистън“ съхранява стандартното носово въоръжение на крайцерите от типа „Кливланд“: две триоръдейни кули със 152-мм оръдия и три сдвоени 127-мм артустановки.
По сходен начин са реконструирани и три от другите крайцери тип „Кливланд“ – „Провидънс“, „Спрингфилд“ и „Топека“ (първите два като флагмански кораби). Тези кораби получават ЗРК „Териер“ и са прекласифицирани като ракетни крайцери тип „Провидънс“.
Всички бивши кораби от типа „Кливланд“, преоборудвани в леки ракетни крайцери, изпитват проблеми с устойчивостта, предизвикани от голямата маса на ракетната установка и електронното оборудване. Особено това се отнася към крайцерите от типа „Галвистън“, оборудвани с по-масивния ЗРК „Талос“. Друг недостатък на конструкцията на корабите от тип „Галвистън“ е недостатъчната надлъжна здравина на корпуса.
Всички три кораба на серията са извадени в резерва в периода 1970 – 1979 г. „Литъл Рок“ и „Оклахома Сити“, намиращи се в строй по време на прекласификацията на корабите на ВМФ на САЩ, през 1975 г., са класифицирани като ракетни крайцери (CG).
„Галвистън“ е утилизиран в средата на 1970-те г., „Оклахома Сити“ е потопен в качеството на плаваща мишена през 1999 г., а „Литъл Рок“ е превърнат в кораб музей в Бъфало (щата Ню Йорк).

## ЗРК „Талос“
В състава на ЗРК „Талос“ влизат следните съставни части:
- Система за управление на огъня Mk 77
  - РЛС за съпровождение и проследяване на целите AN/SPG-49
  - РЛС за управление на ракетите AN/SPW-2
  - Компютър за управление на стрелбата Mk 111
  - Компютър за изчисляване на траекториите PDP-8

Освен това, ЗРК взаимодейства с някои системи на кораба, не влизащи в неговия състав:
- Радарът за въздушно наблюдение AN/SPS-43 – осигурява целеуказанието за ЗРК „Талос“;
- Трикоординатния радар за съпровождение AN/SPS-30 – при първоначалното целеуказание осигурява информацията за височината на целите;
- Радарът за обзор на повърхността AN/SPS-10 – осигурява целеуказанието по надводни цели;
- Радарът за управление на артилерийския огън Mk 37 – алтернативен източник на целеуказание по надводни цели;

## Представители на проекта
| Название                  | Номер | Корабостроителница                        | Заложен на | Спуснат на | В строй от | Изваден от флота на |
| ------------------------- | ----- | ----------------------------------------- | ---------- | ---------- | ---------- | ------------------- |
| USS Galveston (CLG-3)     | CLG-3 | William Cramp & Sons Shipbuilding Company | 08.1943    | 04.1945    | 05.1958    | 05.1970             |
| USS Little Rock (CLG-4)   | CLG-4 | William Cramp & Sons Shipbuilding Company | 03.1943    | 08.1944    | 06.1960    | 05.1976             |
| USS Oklahoma City (CLG-5) | CLG-5 | William Cramp & Sons Shipbuilding Company | 12.1942    | 02.1944    | 09.1960    | 12.1979             |

## Коментари
1. ↑  Буквите показват принадлежността към определен класː ВВ – линкор, СС, CL, СА – съответно линеен, лек или тежък крайцер, CV – самолетоносач, DD – разрушител, SS – подводница и т.н.